# 浅尾与六
淺尾 与六（あさお よろく、新字体:浅尾与六）は歌舞伎の名跡の一。屋号は浅田屋。
- 初代 淺尾与六
  - 三代目淺尾爲十郎の門弟、1798–1851。[1]
  - 淺尾丹平 → 二代目淺尾友蔵 → 初代淺尾与六 → 初代山内内匠 → 初代淺尾与六[1]

- 二代目 淺尾与六
  - 初代の門弟、1821-1862。[2]
  - 初代淺尾半五郎 → 二代目山内内匠 → 二代目淺尾与六[2]

- 三代目 淺尾与六
  - 二代目の門弟、生年不明-1880。
  - 初代淺尾朝太郎 → 三代目淺尾与六